# Скурко, Евгения Романовна
Евге́ния Рома́новна Скурко (род. 5 августа 1947 года, г. Куйбышев) — российский музыковед, доктор искусствоведения, профессор кафедры теории музыки Уфимской государственной академии искусств. Заслуженный деятель искусств Республики Башкортостан, заслуженный деятель искусств Российской Федерации (2014). Член Союза композиторов РБ и РФ.

## Биография
Евгения Романовна Скурко училась в музыкальной спецшколе при Белорусской консерватории.
В 1970 году окончила теоретико-композиторский факультет Московской консерватории по классу В. П. Бобровского. После окончания консерватории работала преподавателем в музыкальной школе при Белорусской консерватории.
В 1979 году защитила кандидатскую диссертацию в области искусствоведения на тему: «О роли вариантно-вариационного метода развития в творчестве Рахманинова».
Защитила докторскую диссертацию по теме: «Башкирская академическая музыка :Пути становления» (2004 г.). Профессор.
С 1971 года работает в Уфимском институте искусств (с 1984 доцент). На кафедре теории музыки института ведет специальные и общие курсы: «Анализ музыкальных произведений», «Техники композиции XX века», «Современная башкирская музыка».
В качестве «приглашенного профессора» Евгения Романовна многократно выезжала за рубеж в США, Германию, Финляндию, Венгрию, где на английском языке читала курсы лекций по русской музыке XIX и XX веков, в том числе и по башкирской музыкальной культуре.
Скурко Евгения Романовна — автор статей по проблемам стиля, современной музыки, о творчестве башкирских композиторов, пишет рецензии на концерты, спектакли.
Муж, Семён Злотский — доктор химических наук, член-корреспондент АН РБ, профессор, зав. кафедрой УГНТУ. Дочь Галина — химик. Двое внуков — Денис и Антон.

## Труды
- Скурко Е. Р. Очерки современной музыкальной литературы Башкортостана / Е. Р. Скурко. — Уфа: Узорица, 1997. — 156 с.
- Скурко Е. Р. Башкирская академическая музыка: Традиции и современность: уч. пособ. / Е. Р. Скурко. — Уфа: Гилем, 2005. — 320 с

Статьи «Об основных принципах развития в вариационных циклах Рахманинова» (в сб.: Вопросы музыкознания. Вып. 2. — Уфа, 1977), «О жанровых истоках вариантного метода С. Рахманинова» (СМ, 1978, № 6), «О специфике интегрирующего метода развития в инструментальной музыке С. Рахманинова» (в сборнике.: Вопросы искусствознания. Вып. 4. — Уфа, 1980), «Достижения и перспективы» (совместно с Г. Некрасовой; СМ, 1980, № 8), «По мотивам народной легенды» (о балете Р. Хасанова «Легенда о курае»; в сб. Музыка России. Вып. 4. — М., 1982), «Послы Урала» (об опере З. Исмагилова; МЖ, 1983, № 5), «Панорама башкирской музыки» (там же), «В. П. Бобровский — человек, педагог, музыкант» (совм. с Е. Чигаревой; в книге: В. П. Бобровский. Избранные труды. — M, 1988), «Творчество Данилы Хасаншина» (в сб.: Композиторы Российской Федерации. Вып. 5. — М., 1988, под псевдонимом Е. Романова), «Роман Леденев».

## Награды и звания
- Заслуженный деятель искусств Российской Федерации(2014 год)[2]
- Заслуженный деятель искусств Республики Башкортостан.